# دار ابن كثير

كتاب البداية والنهاية ويُعد أشهر إصدارات الدار.

دار ابن كثير للطباعة والنشر والتوزيع، هي دار نشر عربية أُسست بمدينة دمشق في سوريا، سنة 1403 هـ الموافق لـ 1983م.

## مجموعات الدار
حصلت دار ابن كثير على رخصة دار نشر من وزارة الإعلام بالجمهورية العربية السورية عام 1406 هـ الموافق لـ 1986م، وهي عضو في اتحاد الناشرين السوريين منذ أن كان لجنة تحضيرية، وشغل صاحب الدار عضو المكتب التنفيذي لثلاث دورات، والدورة الحالية يشغل رئيس اتحاد الناشرين السوريين.

## فرع لبنان
افتتحت الدار فرعاً رئيسياً في لبنان بمدينة بيروت عام 1414 هـ الموافق لـ 1994م، وأصبحت عضواً في نقابة الناشرين اللبنانيين. كما أنها عضو في اتحاد الناشرين العرب منذ تأسيسه، وشغل صاحب الدار عضو مجلس إدارة لمدة ثلاث دورات من عام 2001م إلى 2009م وشغل نائب رئيس اتحاد الناشرين العرب الدورة ما بين 2010م حتى 2012م.

## نوع الإصدارات
تخصصت الدار في البداية بطباعة المصحف الشريف وبعدة قراءات منها حفص وورش وقالون والدوري. إذ تملك الدار أصول خطية للقرآن الكريم (مخطوطات)، بيد الخطاط الأستاذ شكري عمر خارشو.
ثم بدأت الدار في طباعة كتب التفسير والحديث النبوي وعلوم اللغة العربية والكتب الثقافية وبعض قصص الأطفال.

## محققون ومؤلفون تعاملوا مع الدار
- الشيخ أبو الحسن الندوي (تأليف).
- الدكتور عماد الدين خليل (تأليف).
- الدكتور علي الصلابي (تأليف).
- الدكتور محمد موسى الشريف (تأليف).
- الدكتور محي الدين مستو (تحقيق).
- الدكتور محمد صبحي حلاق (تحقيق).
- الدكتور بشار عواد معروف (تحقيق).
- الشيخ عبد القادر الأرناؤوط (تحقيق).